# 鎮小江共諜案
鎮小江共諜案，也被稱為鎮小江間諜案、鎮小江案，為2014年在台灣發生的國安事件。中國人民解放軍前中校鎮小江，以中國香港身份進入台灣，發展情報組織。吸收了包括前陸軍馬防部北竿少將指揮官許乃權等10餘名中華民國軍官，被稱為是台灣解嚴之後最大的的共諜案。鎮小江於2015年被宣判有罪後在台灣服刑4年，於2018年刑滿出獄後，依法驅逐出境，經香港，回到中華人民共和國。
由於民意反應法院對於此案判決過輕，缺乏法律手段來反制中國情報人員入侵，立法院於2018年開始推動反滲透法。

## 經過
鎮小江1956年生於中華人民共和國廈門市，服役於中國人民解放軍總政治部「海峽之聲」廣播電台，1995年以中國人民解放軍中校退伍，退伍後曾進入中國廈門市政府工作。鎮小江隸屬於总参二部，接受中國福建省委員會辦公廳指揮，進行統戰工作。因為協助在中華人民共和國工作的台商與退役軍官申辦中國證件與各項投資事宜，建立了在台灣的人脈。
鎮小江經由在中國與香港開設旅行社，於2005年取得中國香港居民證，對外自稱是香港人。2006年至2012年間，他受化名毛尚雲的中國情報人員指示，分別假扮骨董商、酒商與旅行社等身份，以觀光與經商名義，多次進入台灣。利用人脈，吸收台灣的退役軍官。分別有中華民國退役軍官周自立、宋嘉祿及楊榮華，酒吧老闆李寰宇等擔任他的下線，在台灣的台北、台南與高雄等地設立情報據點，其情報網同時進入中華民國陸軍、海軍與空軍。通過安排多位中華民國軍官赴越南、泰國等地旅遊，每位給付約1萬美元，從中刺探幻象2000戰機與新竹樂山雷達站等多項軍事機密。
因少將許乃權經常邀約軍官，多次出國，加上被舉報他試圖刺探軍事機密，國安局長蔡得勝於2011年指揮調查局對他進行監聽，逐步破獲情報組織。2014年，在鎮小江入境台灣時，遭到調查局逮捕，相關涉案軍官也同時遭逮捕。

## 法律訴訟與判決
2015年9月1日，台北地方法院一審判決，以違反《國家安全法》判處鎮小江有期徒刑4年、許乃權有期徒刑3年。
2016年4月27日，臺灣高等法院二審判決鎮小江有期徒刑4年、許乃權有期徒刑2年10個月；許乃權仍主張無罪，繼續上訴。2016年7月20日，最高法院駁回其上訴，全案定讞